# Oliver Bleddyn
Oliver Bleddyn (Adelaida, 27 de enero de 2002) es un deportista australiano que compite en ciclismo en las modalidades de pista y ruta.
Participó en los Juegos Olímpicos de París 2024, obteniendo una medalla de oro en la prueba de persecución por equipos (junto con Samuel Welsford, Conor Leahy y Kelland O'Brien).

## Medallero internacional
| Juegos Olímpicos | Juegos Olímpicos | Juegos Olímpicos | Juegos Olímpicos        |
| Año              | Lugar            | Medalla          | Competición             |
| ---------------- | ---------------- | ---------------- | ----------------------- |
| 2024             | París (Francia)  | Medalla de oro   | Persecución por equipos |